# Pilocrocis gillippusalis
Pilocrocis gillippusalis là một loài bướm đêm trong họ Crambidae.